# Bekowo (Pensa)
Bekowo (russisch Бе́ково) ist eine Siedlung städtischen Typs in der Oblast Pensa in Russland mit 6941 Einwohnern (Stand 14. Oktober 2010).

## Geographie
Der Ort liegt etwa 120 km Luftlinie südwestlich des Oblastverwaltungszentrums Pensa unweit der Grenze zur Oblast Saratow. Er befindet sich am rechten Ufer des Chopjor.
Bekowo ist Verwaltungszentrum des Rajons Bekowski sowie Sitz und einzige Ortschaft der Stadtgemeinde (gorodskoje posselenije) Rabotschi possjolok Bekowo.

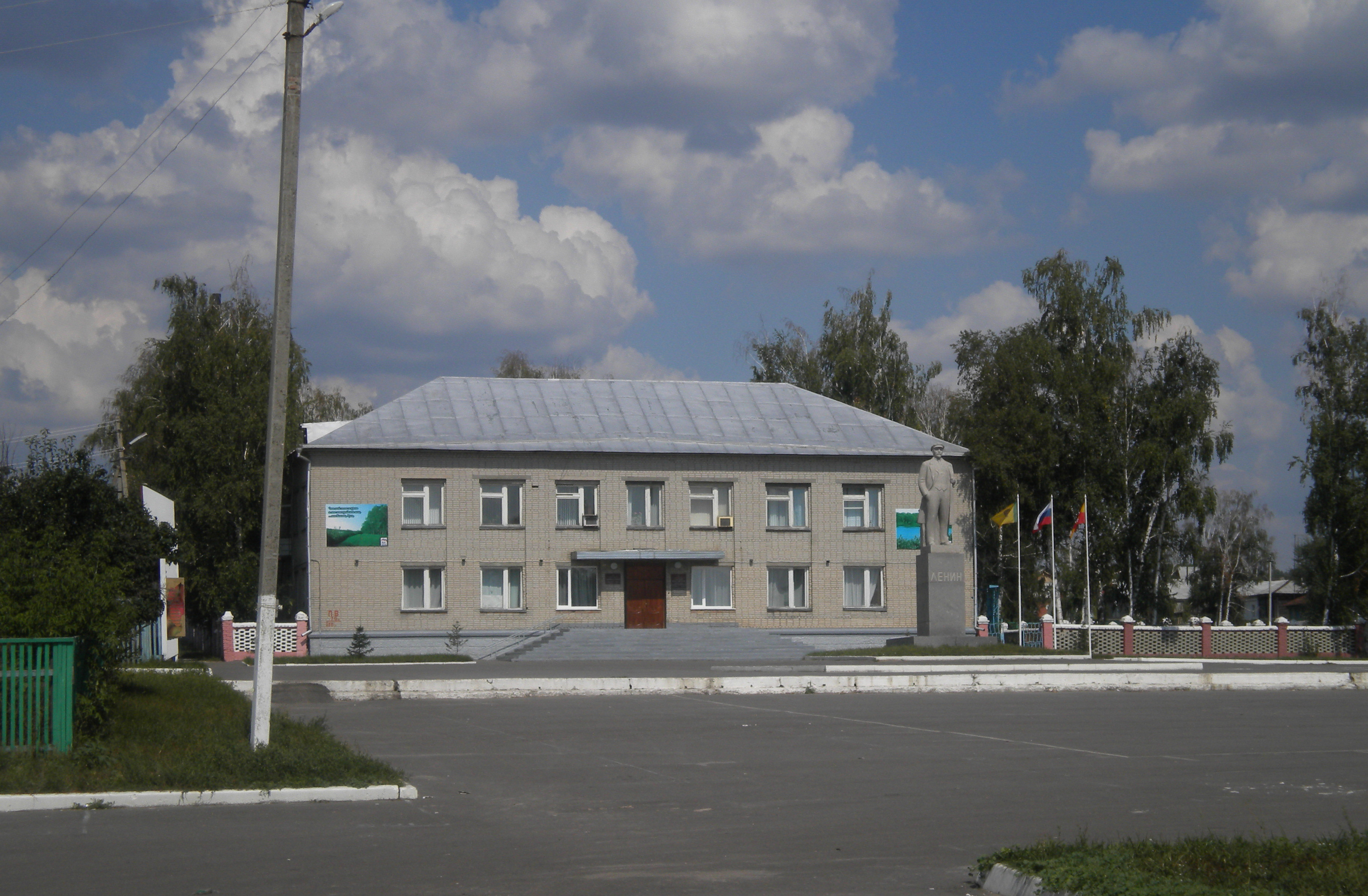
Rajonverwaltung mit Lenindenkmal
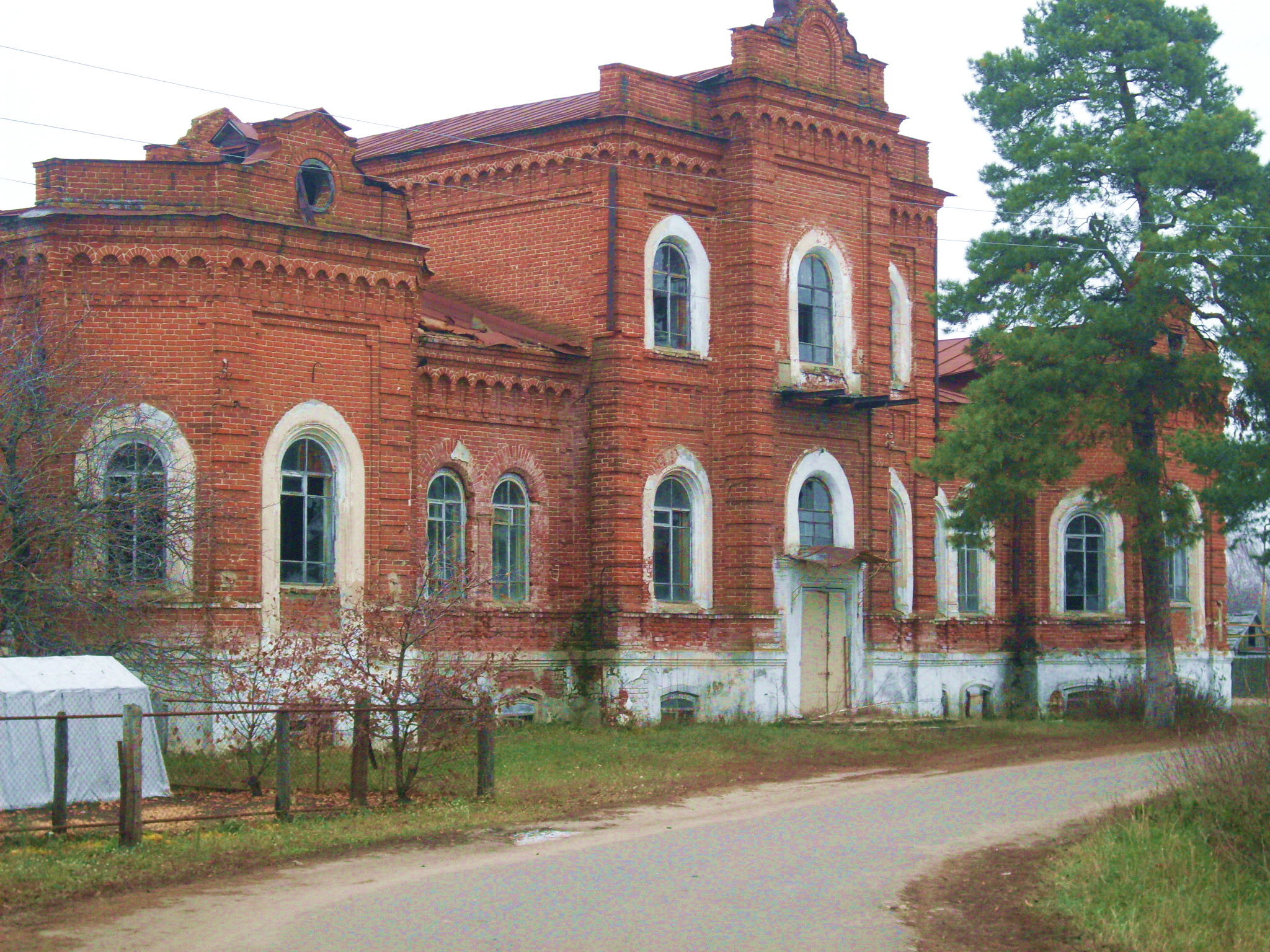
Ehemaliges Wohnhaus des Kaufmanns Makarow
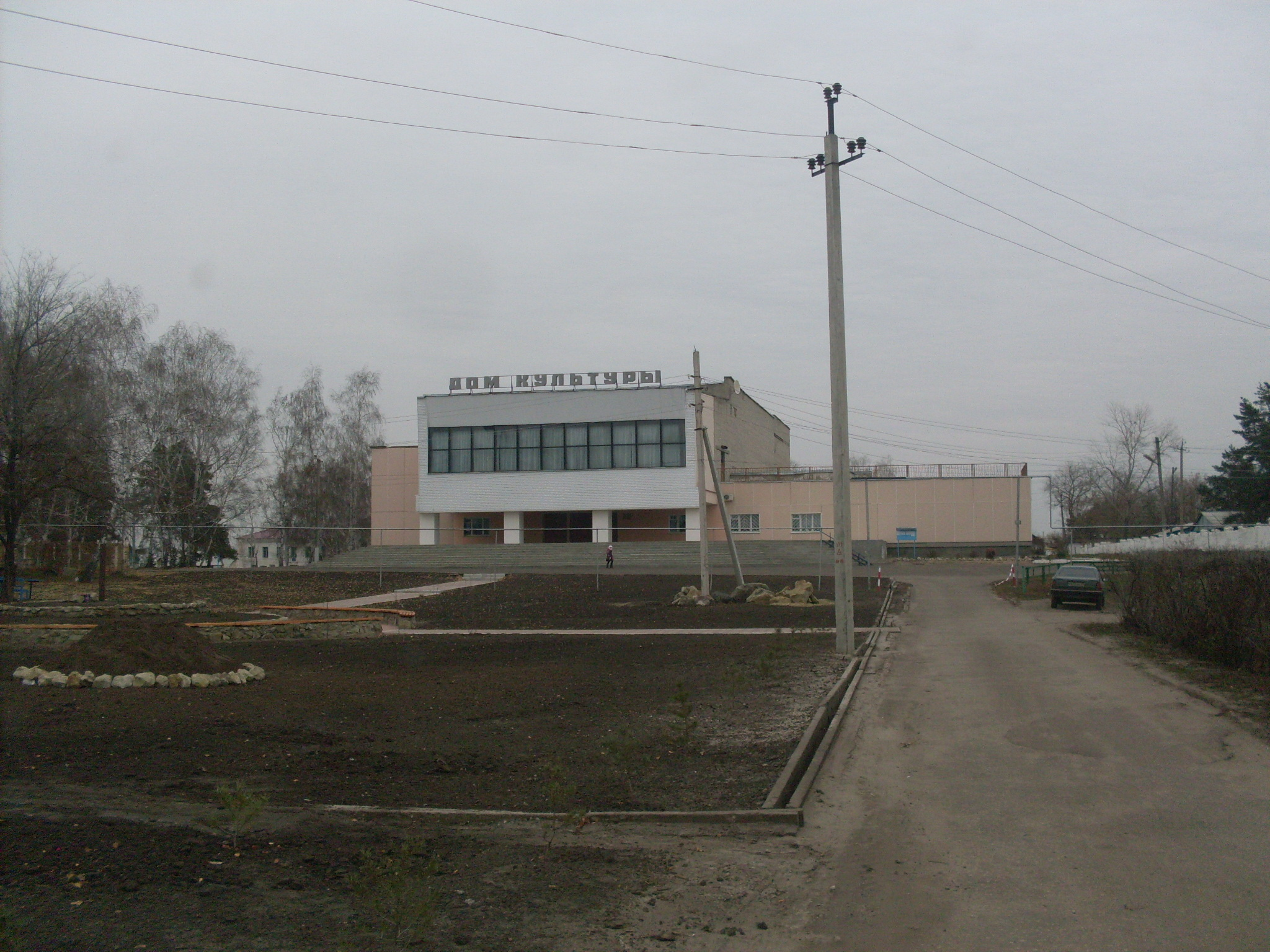
Kulturhaus
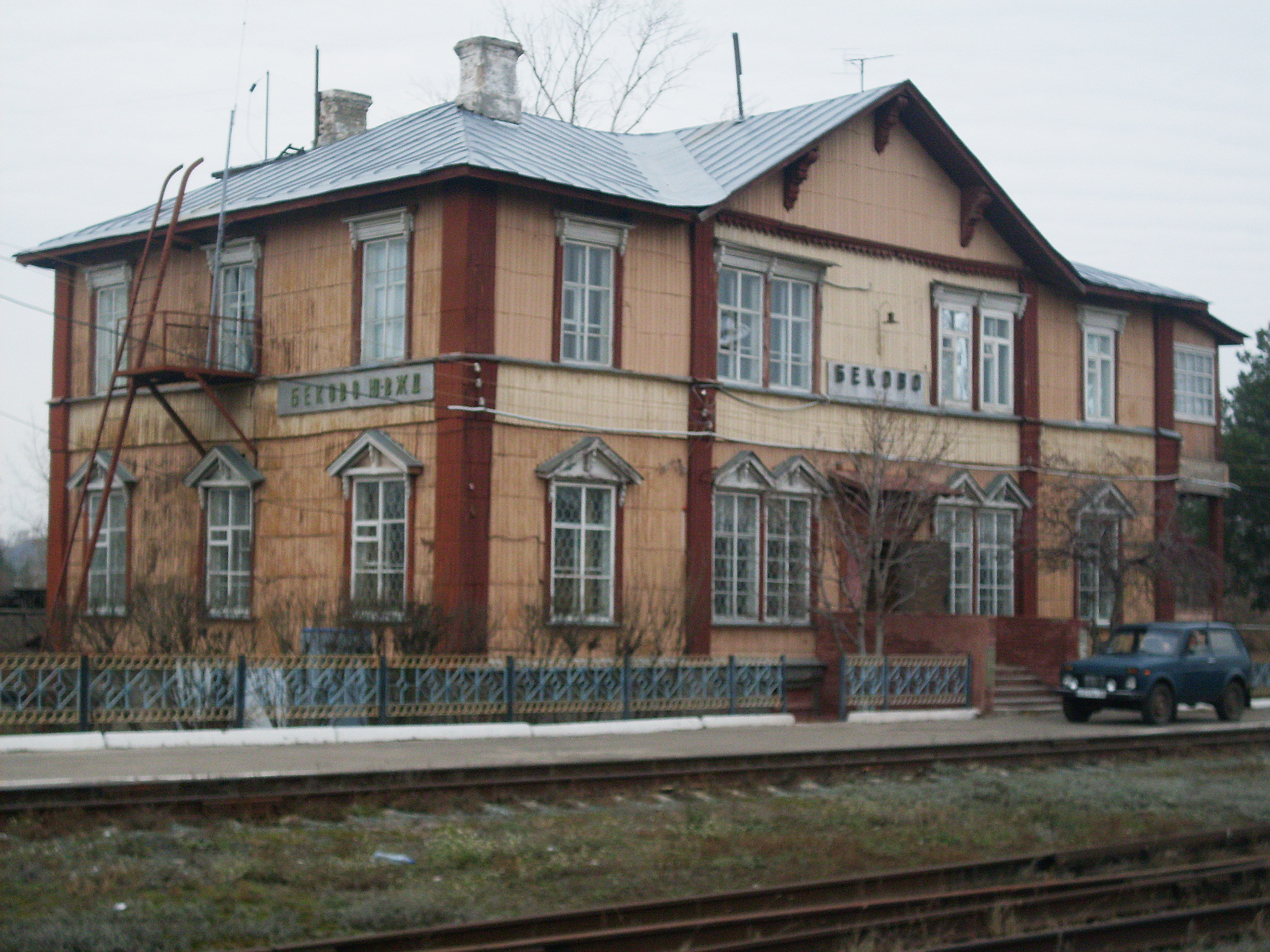
Bahnhof
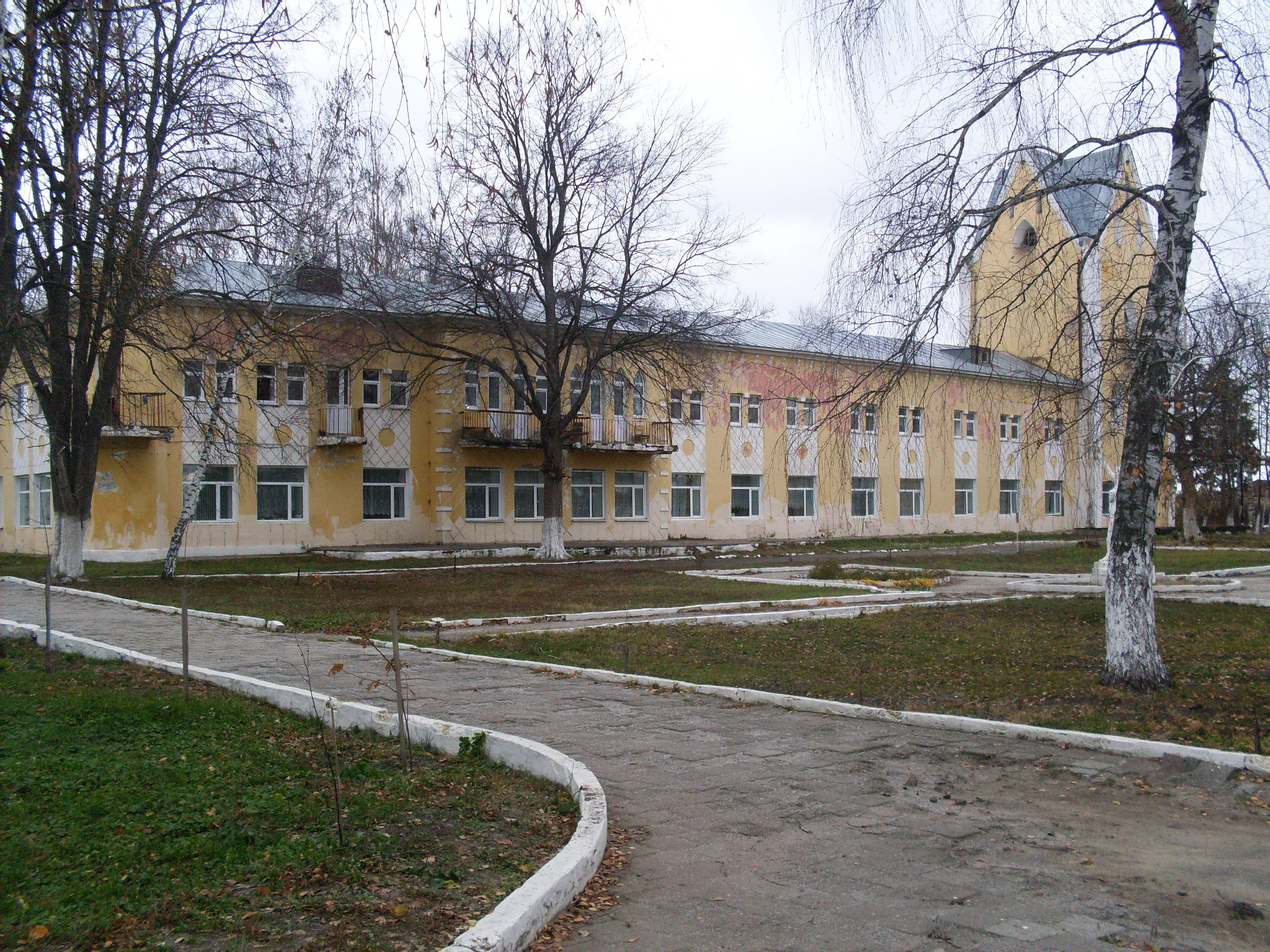
Ehemaliger Ustinow-Landsitz

## Geschichte
Eine Ortschaft an Stelle der heutigen Siedlung wurde erstmals für 1621 erwähnt, als Gründungsjahr gilt jedoch 1671, als im dortigen Dorf Osjory eine Kirche errichtet und der Ort in Folge nach den Namen der Kirche alternativ als Nikolskoje bezeichnet wurde. 1725 wurde das Dorf in Tscherkasskoje umbenannt, nachdem es von der kabardinischen Fürstenfamilie mit dem russifizierten Namen Bekowitsch-Tscherkasski erworben worden war. 1745 erhielt es den heutigen Namen, nach dem anderen Teil des Familiennamens.
Im Verlauf des 19. Jahrhunderts entwickelte sich Bekowo zu einem lokal bedeutsamen Wirtschaftszentrum mit einigen kleineren Fabriken und Bahnanschluss. Es wurde Verwaltungssitz einer Wolost des Ujesds Serdobsk des Gouvernements Saratow.
Am 16. Juli 1928 wurde Bekowo Sitz eines neu geschaffenen, nach ihm benannten Rajons. 1959 erhielt der Ort den Status einer Siedlung städtischen Typs. 1985 wurde das nahe gelegene große Dorf Naryschkino eingemeindet.

### Bevölkerungsentwicklung
| Jahr | Einwohner |
| ---- | --------- |
| 1897 | 2775      |
| 1939 | 4004      |
| 1959 | 5477      |
| 1970 | 4606      |
| 1979 | 4477      |
| 1989 | 7311      |
| 2002 | 6891      |
| 2010 | 6941      |

Anmerkung: Volkszählungsdaten

## Verkehr
Bekowo ist Endpunkt einer 15 km langen, 1874 eröffneten Eisenbahnstrecke, die bei der westlich gelegenen Station Wertunowskaja von der Strecke (Moskau –) Mitschurinsk – Tambow – Saratow abzweigt.
Straßenverbindung besteht über die zunächst nach Osten führende Regionalstraße 58K-359 über Serdobsk und Kolyschlei nach Pensa, nach Westen zur gut 30 km entfernt vorbeiführenden Regionalstraße Kirsanow – Rtischtschewo – Saratow, sowie nach Norden zur föderalen Fernstraße R208 Tambow – Pensa bei Kamenka.